# Монархия

Корона — символ власти монарха.
На картинке — Большая императорская корона России

Мона́рхия (лат. monarchia от др.-греч. μοναρχία «единовластие» < μόνος «одиночный, единый» + ἀρχή «власть, господство») — форма правления, при которой главой государства является монарх, носящий соответствующий титул (король, царь, князь, император, султан, эмир, фараон и т. д.). Монарх обладает пожизненным сроком полномочий, при этом его права могут быть ограничены законом, конституцией или парламентом.  Монарх не подлежит ни юридической, ни политической ответственности, поскольку монаршая власть имеет трансцендентный источник.  В зависимости от случая, власть монархов варьирует от абсолютной до сугубо-формальной. Как правило, должность главы государства при монархии передаётся по наследству. В современном мире чаще всего встречается парламентская монархия, при которой власть монарха является формальной, в то время как на деле государством управляет парламент.
Основными признаками классической формы монархии (абсолютизма) являются:
- существование единоличного главы государства, пользующегося своей властью пожизненно или до отречения (царь, король, император, шах)[2];
- как правило, наследственный (по обычаю или закону) порядок передачи верховной власти;
- монарх олицетворяет единство нации, историческую преемственность традиции, представляет государство на международной арене;
- юридический иммунитет (например,  Короны) и независимость монарха, которые подчёркивают институт контрасигнатуры.

Часто государства, традиционно считающиеся монархическими, не удовлетворяют вышеперечисленным признакам. Более того, в некоторых случаях трудно точно провести грань между монархией и республикой. В Риме, например, существовала выборная монархия во время периода принципата. Речь Посполитая, будучи монархией, всё равно сохраняла свои республиканские институты. Европейский император, изначально, — республиканская чрезвычайная магистратура, а само название «Речь Посполитая» дословно переводится как «республика». Также существуют диктатуры с наследственной передачей власти, что характерно для квазимонархии.

## Идеологическая основа

### Божья воля
Монархия с точки зрения монархизма — это принцип верховной власти, основывающийся на исполнении монархом воли Бога, и от этого обретающего свою власть. Монарх, в соответствии с такой концепцией, получает власть от Бога. По этому признаку монархисты отличают монархию от республики (где верховная государственная власть даётся человеку в результате консенсуса — всеобщих выборов) и аристократии (где верховная власть принадлежит меньшинству знатнейших представителей общества). Монарх для монархиста — в первую очередь нравственный авторитет, а не юридический. Соответственно, монархия считается «богоугодной» формой государственного правления, в то время как республика нередко — «выдумкой дьявола». «Как небо, бесспорно, лучше земли, и небесное лучше земного, то так же бесспорно лучшим на земле должно быть признано то, что на ней устроено по образу небесного, как и сказано было боговидцу Моисею: „виждь, да сотвориши вся по образу показанному тебе на горе“ (Исх. 25:40), то есть на высоте боговидения. Согласно с этим Бог, по образу Своего небесного единоначалия, учредил на земле царя; по образу Своего небесного Вседержительства устроил на земле царя самодержавного; по образу Своего царства непреходящего, продолжающегося от века и до века, поставил на земле царя наследственного» (св. Филарет Московский).

### Древнегреческая философия
Платон учит, что после «идеального государства» ограниченная монархия (царская власть) является лучшей из шести «неправильных» форм правления, а абсолютная монархия является тиранией — худшей из возможных форм правления.

## Виды монархий

### По объёму ограничений
- Абсолютная монархия — монархия, предполагающая никем и ничем неограниченную власть монарха. При такой монархии власть передаётся по наследству или при назначении монархом своего преемника. При абсолютной монархии все органы власти полностью подчинены монарху, а воля народа официально может выражаться, например, через совещательный орган (в настоящее время Саудовская Аравия, ОАЭ, Оман, Катар, Бруней).
- Конституционная монархия — монархия, при которой власть монарха ограничена конституцией, неписаным правом, иными законами или традициями. Конституционная монархия может существовать в двух формах:
  - Парламентская монархия — вид конституционной монархии, в которой монарх не обладает реальной властью и выполняет представительские функции. При парламентарной монархии правительство несёт ответственность перед парламентом, который обладает большей властью, чем другие органы государства (хотя в разных странах это может различаться). Современные примеры такой власти — Великобритания, Япония, Дания, Швеция.
  - Дуалистическая монархия (лат. Dualis — двойственный) — вид конституционной монархии, в которой власть монарха ограничена конституцией и парламентом в законодательной области, но в заданных ими рамках правитель обладает свободой принятия решений. Монарх вправе назначать правительство. В настоящее время данный тип монархии существует в Марокко, Иордании, Кувейте, Бахрейне, Эсватини и, с некоторыми оговорками, также в Монако и Лихтенштейне. Исторически дуалистическими монархиями являлись Австро-Венгерская империя (1867—1918 гг.), Японская империя (1889—1945 гг.), Германская империя (1871—1918 гг.)
- Теократическая монархия — очень редкая разновидность монархии, при которой вся политическая власть сосредоточена в руках монарха, который помимо государственной власти осуществляет ещё и власть духовную (является главой церкви). Второе условие: тесная связь религии и политики. Правитель является своеобразным наместником Бога на Земле, и все важные вопросы решаются по божественным указаниям, откровениям или законам. (в настоящее время Ватикан, Бруней и Саудовская Аравия, прежде Тибет и Черногория)
- Выборная монархия — вид монархии, при которой в стране присутствуют выборы, которые начинаются во время выхода срока полномочий монарха. К примеру присутствовала в Римском царстве, Священной Римской империи и присутствует в сегодняшних Ватикане и Малайзии.
- Квазимонархия — политический режим, при котором при формально республиканской форме правления первое лицо государства (квазимонарх) несменяемо, обладает почти неограниченной единоличной властью и передаёт её по наследству. Ярким примером квазимонархии в современном мире может служить Корейская Народно-Демократическая Республика.

### По традиционному устройству
- Древневосточная монархия — первая в истории человечества форма государственного правления, имела уникальные, присущие только ей черты.
- Феодальная монархия (средневековая монархия) — последовательно проходит три периода своего развития: раннефеодальная монархия, сословно-представительная монархия, абсолютная монархия[6]. Часть исследователей между первым и вторым этапами выделяют этап вотчинной монархии[7][8].
  - Раннефеодальная монархия — хронологически первая в странах Северной Европы форма государственного правления, существовавшая как в периоды создания раннефеодальных империй, так и в последующий период феодальной раздробленности[9].
  - Вотчинная монархия — монархия, при которой верховная власть вновь становится реальной и порядок её передачи перестаёт зависеть от воли крупных феодалов, в борьбе с которыми монарх вступает в союз с рыцарством и третьим сословием и начинает процесс государственной централизации.
  - Сословно-представительная монархия — монархия, при которой власть монарха ограничена не только представителями его вассалов, как при вотчинной монархии, но и представителями третьего сословия. Впоследствии, с переходом к наёмной армии и ликвидацией уделов, преобразуется в абсолютную монархию.
  - Абсолютная монархия — монархия, при которой продолжают существовать сословные привилегии, однако не существует феодальных владений, вассально-ленной системы и в некоторых случаях (Англия, Франция) отсутствует крепостное право.
- Теократическая монархия — монархия, при которой политическая власть принадлежит главе церкви или религиозному лидеру.
- Личная монархия — монархия, легитимность которой основана не на наследственном праве, а на личных качествах монарха. Такого рода монарх, как правило получал власть путём военной силы, переворота и т. п. насильственных действий. Типичными представителями личных монархов были диадохи, создавшие свои царства из частей империи Александра Великого[10].

## Монархические государства современности

Абсолютные монархии
Дуалистические монархии
Парламентарные монархии
Государства-члены Содружества Наций, признающие в качестве номинального главы государства монарха Великобритании
Традиционные монархии — не являются государствами, монарх отыгрывает церемониальную роль у определённой группы людей (племя, традиционное королевство и т. п.)

В списках представлены монархии на 2025 год. Отдельным списком представлены доминионы — монархии — бывшие английские колонии, в которых главой государства является король Великобритании.

### Европа
- Андорра — князья-соправители Эммануэль Макрон (с 2017) и Жоан Энрик Вивес-и-Сисилья (c 2003)
- Бельгия — король Филипп (с 2013)
- Ватикан — папа Лев XIV (с 2025)
- Великобритания — король Карл III (с 2022)
  -  Гернси — герцог Карл III (с 2022)
  -  Джерси — герцог Карл III (с 2022)
  -  Остров Мэн — лорд Карл III (с 2022)
- Дания — король Фредерик X (с 2024)
- Испания — король Филипп VI (с 2014)
- Лихтенштейн — князь Ханс-Адам II (с 1989) при фактическом регентстве наследного князя Алоиза (с 2004)
- Люксембург — великий герцог Анри (с 2000, был регентом с 1998)
- Мальтийский орден — князь и Великий Магистр Джон Данлэп (с 2022)
- Монако — князь Альбер II (с 2005)
- Нидерланды — король Виллем-Александр (с 2013)
- Норвегия — король Харальд V (с 1991) при регентстве кронпринца Хокона с 2003 по 2004 год, в 2005 году и с 2020 года
- Швеция — король Карл XVI Густав (с 1973)

### Азия
- Афганистан — эмир Хайбатулла́ Ахундзада́ (с 2021)
- Бахрейн — король Хамад ибн Иса Аль Халифа (с 2002, эмир в 1999—2002)
- Бруней — султан Хассанал Болкиах (с 1967)
- Бутан — король Джигме Кхесар Намгьял Вангчук (с 2006)
- Иордания — король Абдалла II (с 1999)
- Камбоджа — король Нородом Сиамони (с 2004)
- Катар — эмир Тамим бин Хамад Аль Тани (с 2013)
- Кувейт — эмир Мишааль аль-Ахмед аль-Джабер ас-Сабах (с 2023)
- Малайзия — Янг ди-Пертуан Агонг Ибрагим Исмаил (с 2024)
  -  Джохор — султан Ибрагим Исмаил (с 2010)
  -  Кедах — султан Туанку Салехуддин ибни Аль-Мархум Султан Бадлишах (с 2017)
  -  Келантан — султан Мухаммад V Фарис Петра (с 2010)
  -  Негри-Сембилан — Янг ди-Пертуан Бесар Мухриз (с 2008)
  -  Паханг — султан Абдулла (с 2019)
  -  Перак — султан Назрин Муизуддин Шах (с 2014)
  -  Перлис — раджа Сайед Сираджуддин (с 2000)
  -  Селангор — султан Шарафутдин Идрис (с 2001)
  -  Тренгану — султан Мизан Зайнал Абидин (с 1998)
- ОАЭ — президент Мухаммад ибн Заид Аль Нахайян (с 2022)
  -  Абу-Даби — эмир Мухаммад ибн Заид Аль Нахайян (с 2022)
  -  Аджман — эмир Хумайд IV ибн Рашид ан-Нуайми (с 1981)
  -  Дубай — эмир Мохаммед ибн Рашид аль-Мактум (с 2006)
  -  Рас-эль-Хайма — эмир Сауд бин Сакр аль-Касими (с 2010)
  -  Умм-эль-Кайвайн — эмир Сауд бин Рашид аль-Муалла (с 2009)
  -  Эль-Фуджайра — эмир Хамад II бин Мухаммад аш-Шарки (с 1974)
  -  Шарджа — эмир Султан III бин Мухаммад аль-Касими (с 1972 по 1987 и с 1987)
- Оман — султан Хейсам бен Тарик (с 2020)
- Саудовская Аравия — король Салман ибн Абдул-Азиз Аль Сауд (с 2015)
- Таиланд — король Маха Вачиралонгкорн (с 2016)
- Япония — император Нарухито (с 2019)

### Африка
- Лесото — король Летсие III (с 1990 по 1995 и с 1996)
- Марокко — король Мухаммед VI (с 1999)
- Эсватини — король Мсвати III (с 1986)

### Океания
- Тонга — король Тупоу VI (с 2012)

### Содружество наций
Пост главы Содружества не является титулом и не передаётся по наследству. При смене монарха на британском троне главам правительств стран-членов Содружества предстоит принять формальное решение о назначении нового главы организации.

#### Королевства Содружества
В королевствах Содружества (ранее именовались доминионами) главой государства является монарх Великобритании, представленный генерал-губернатором.
Америка
- Антигуа и Барбуда
- Багамские Острова
- Белиз
- Гренада
- Канада
- Сент-Винсент и Гренадины
- Сент-Китс и Невис
- Сент-Люсия
- Ямайка

Океания
- Австралия
- Новая Зеландия
  -  Острова Кука
  -  Ниуэ
- Папуа — Новая Гвинея
- Соломоновы Острова
- Тувалу

## Административные единицы, управляемые монархами

### Азия
- Индонезия
  -  Особый округ Джокьякарта — губернатор Хаменгкубувоно X (с 1998) — губернатор округа избирается всенародным голосованием, но эту должность занимают только султаны Джокьякарты и князья Пакуаламана.

## Государства, в которых за бывшими и локальными монархами законодательно закреплены особые права или привилегии

### Европа
- В Черногории статус потомков Черногорского королевского дома регулируется законом «О статусе потомков династии Петровичей-Негошей». В частности правительством создан Фонд Петровичей-Негошей чья деятельность «направлена на развитие культуры Черногории, участие в гуманитарных проектах и развитие деятельности в интересах Черногории и её традиций», потомкам династии предоставлен в пользование ряд строений, в том числе и особняк короля Николая I в Негуши с правом пользования прилегающими садами и лугами, а главе монаршего дома предоставляется статус «Представителя потомков династии» и ряд связанных с данным званием привилегий и обязанностей:
  - Он/она может использовать геральдические символы династии.
  - Он/она может быть уполномочен Президентом Черногории, Председателем Скупщины или Председателем Правительства выполнять определённые протокольные и неполитические функции.
  - Он/она является председателем Руководящего комитета фонда Петровичей-Негошей
  - Он/она имеет право на использование государственных объектов, в соответствии с порядком установленным Правительством.
  - Он/она имеет право на использование первого этажа Дворца Петровичей в Подгорице, который предназначен для особо важных государственных церемоний, и когда этого требует протокол, обладает приоритетом перед другими пользователями этого помещения.
  - Он/она будет получать ежемесячную зарплату, равную заработной плате Президента Черногории.
  - Он/она имеет право на административное и техническое обеспечение деятельности со стороны службы государственного протокола Черногории.
    - Нынешним представителем потомков династии является Никола Петрович-Негош (с 2011)

Непризнанные государства
- В непризнанной Приднестровской Молдавской Республике статус Российского Императорского Дома регулируется Указом Президента ПМР «О статусе Российского Императорского Дома в Приднестровской Молдавской Республике» и приложением к нему.

### Африка
- В Ботсване существует консультативный орган — Палата вождей. Она является в основном совещательным органом и состоит из пятнадцати членов — восьми вождей наиболее крупных племён — пожизненных членов, четырёх — избираемых малыми округами сроком на пять лет и трёх — назначаемых Палатой. Но, несмотря на название, в парламент эта палата не входит.
- В Зимбабве одной из палат двухпалатного парламента является Сенат, 16 мест которого зарезервировано за представителями избранными советом вождей, также по месту зарезервировано за председателем и заместителем совета вождей.

### Океания
- Новая Зеландия
  -  В Токелау, являющемся несамоуправляющейся территорией под управлением Новой Зеландии, правительством является Совет Файпуле, в который входят три вождя атоллов, составляющих территорию. Руководитель правительства избирается из членов Совета на один год.

## Традиционные монархии

### Азия
- Индонезия
  -  Джокьякарта — султан Хаменгкубувоно X (с 1989)
  - Пакуаламан — князь Паку Алам X (с 2016)
- Непал
  -  Королевство Ло — вакантно с 2016 года

### Африка
- Ботсвана
  - Бамангвато — король (Kgôsi) Ян а Серетсе (c 1979)
- Гана
  -  Ашанти — король Отумфо Нана Осеи Туту II (с 1999)
- Нигерия
  -  Сокото — амир аль-муминин султан Сааду Абубакар (с 2006)
- Уганда[11]
  -  Анколе — король Чарльз Арьяйджа Рвебишенгье (с 2011)
  -  Буганда — король Рональд Мувенда Мутеби II (с 1993)
  -  Буньоро — король Соломон Гафабуса Игуру I (с 1994)
  -  Бусога — глава конфедерации Эдуард Колумбус Вамбузи Мулоки (с 2009); Уильям Уилберфорс Кадумбула Габула Надиопе IV (провозглашён; в оппозиции) (с 2014)
  -  Рвензуруру — король Чарльз Уэсли Мумбере Кибанзанга II Ирема-Нгома I (с 2009)
  -  Торо — король Ойо Нуимба Кабамба Игуру Рукиди IV (с 2010)
- ЮАР
  - Квазулу-Наталь — король Мисузулу Зулу (с 2021)

### Океания
- Новая Зеландия
  -  Маори — королева Нга Ваи Хоно и те По (с 2024)
- Уоллис и Футуна (заморская территория Франции)
  -  Ало — Лино Лелейвай (с 2018)
  -  Сигав — король Эуфенио Такала (с 2016)
  -  Увеа — король Паталионе Канимоа (с 2016)

## Квазимонархии
- Азербайджан — президент Ильхам Алиев (с 2003), до него государством руководил его отец, Гейдар Алиев (1969—1982[12], 1993—2003).
- Габон — президент Брис Олиги (с 2025), до этого руководивший страной как глава военной хунты (2023—2025), свергнувшей президента Али Бонго Ондимбу (2009—2023). Брис Олиги и Али Бонго приходятся друг другу двоюродными братьями. До Али Бонго страной управлял его отец, Омар Бонго Ондимба (1967—2009).
- Джибути — президент Исмаил Омар Гелле (с 1999), до него государством руководил его дядя, Хасан Гулед Аптидон (1977—1999).
- Камбоджа — премьер-министр Хун Манет (с 2023). До него правительством руководил его отец, Хун Сен (1985—2023).
- КНДР — высший руководитель Ким Чен Ын (с 2011), до него государством руководили его отец, Ким Чен Ир (1994—2011), и его дед, Ким Ир Сен (1948—1994).
- Того — президент (2005—2025) и премьер-министр (с 2025) Фор Гнассингбе, до него государством руководил его отец, Гнассингбе Эйадема (1967—2005). В 2024 году в конституцию Того были внесены поправки, преобразующие Того из президентской республики в парламентскую, таким образом Фор Гнассингбе сохранил за собой статус главы исполнительной власти Того.
- Туркменистан — президент Сердар Бердымухамедов (с 2022), до него государством руководил его отец, Гурбангулы Бердымухамедов (2006—2022).
- Чад — глава переходного военного правительства (2021—2024) и президент (с 2024) Махамат Деби, до него государством руководил его отец, Идрис Деби (1990—2021).
- Экваториальная Гвинея — президент Теодоро Обианг Нгема Мбасого (с 1979), до него государством руководил его дядя, Франсиско Масиас Нгема Бийого (1968—1979). В отличие от остальных, получивших власть мирным путём, Теодоро захватил власть в результате военного переворота и казнил своего дядю.

## Монархии, упразднённые вXIX—XXI веках
| Страна                                | Страна                                   | Последний монарх                                      | Год         | Причина упразднения |
| 1800-е годы                           | 1800-е годы                              | 1800-е годы                                           | 1800-е годы | 1800-е годы |
| ------------------------------------- | ---------------------------------------- | ----------------------------------------------------- | ----------- | --- |
|                                       | Картли-Кахетинское царство               | Давид XII                                             | 1801        | Государство вошло в состав Российской империи. |
|                                       | Калмыцкое ханство                        | Чучей Тундутов                                        | 1803        | Государство вошло в состав Российской империи. |
|                                       | Архиепископство-курфюршество Кёльнское   | Антон Виктор                                          | 1803        | Государства секуляризованы в ходе Германской медиатизации. |
|                                       | Мюнстерское князь-епископство            | Антон Виктор                                          | 1803        | Государства секуляризованы в ходе Германской медиатизации. |
|                                       | Зальцбургское архиепископство            | Иероним фон Коллоредо                                 | 1803        | Государства секуляризованы в ходе Германской медиатизации. |
|                                       | Курфюршество Майнцское                   | Карл Теодор Дальберг                                  | 1803        | Государства секуляризованы в ходе Германской медиатизации. |
|                                       | Курфюршество Трирское                    | Клеменс Венцеслав Саксонский                          | 1803        | Государства секуляризованы в ходе Германской медиатизации. |
|                                       | Бриксенское епископство                  | Франц Карл фон Спаур                                  | 1803        | Государства секуляризованы в ходе Германской медиатизации. |
|                                       | Регенсбургское епископство               | Иосиф Конрад фон Шрофенберг                           | 1803        | Государства секуляризованы в ходе Германской медиатизации. |
|                                       | Трентское епископство                    | Эммануэль Мария                                       | 1803        | Государства секуляризованы в ходе Германской медиатизации. |
|                                       | Зальцбургское курфюршество               | Фердинанд I                                           | 1805        | Пресбургский мир. |
|                                       | Священная Римская империя                | Франц II                                              | 1806        | Упразднена Римским императором. |
|                                       | Империя Гаити                            | Жак I Дессалин                                        | 1806        | Государство раскололось на две части. |
|                                       | Графство Марк                            | Фридрих Вильгельм III                                 | 1807        | Государства аннексированы Французской империей. |
|                                       | Королевство Этрурия                      | Людовик II                                            | 1807        | Государства аннексированы Французской империей. |
| 1810-е годы                           |                                          |                                                       |             | |
|                                       | Княжество Ашаффенбург                    | Карл Теодор Дальберг                                  | 1810        | Парижский мирный договор. |
|                                       | Княжество Регенсбург                     | Карл Теодор Дальберг                                  | 1810        | Парижский мирный договор. |
|                                       | Королевство Голландия                    | Людовик II Голландский                                | 1810        | Государство аннексировано Французской империей. |
|                                       | Имеретинское царство                     | Соломон II                                            | 1811        | Государства добровольно присоединились к России. |
|                                       | Табасаранское майсумство                 | Мухаммад                                              | 1813        | Государства добровольно присоединились к России. |
|                                       | Королевство Вестфалия                    | Жером Бонапарт                                        | 1813        | Государство ликвидировано российскими войсками. |
|                                       | Великое герцогство Берг                  | Луи I                                                 | 1813        | Государство ликвидировано войсками коалиции. |
|                                       | Великое герцогство Франкфурт             | Евгений Богарне                                       | 1813        | Государство ликвидировано войсками коалиции. |
|                                       | Королевство Италия                       | Наполеон I                                            | 1814        | Парижский мирный договор (1815). |
|                                       | Великое герцогство Вюрцбург              | Фердинанд III                                         | 1814        | Решением Венского конгресса государство присоединено к королевству Бавария. |
|                                       | Княжество Лейен                          | Филипп Францис                                        | 1814        | Решением Венского конгресса государство медиатизовано с присоединением к Австрийской империи. |
|                                       | Княжество Лукка и Пьомбино               | Элиза Бонапарт                                        | 1814        | Парижский мирный договор (1815). |
|                                       | Канди                                    | Шри Викрама Раджасингх                                | 1815        | Государство вошло в состав Британского Цейлона. |
|                                       | Французская империя                      | Наполеон I Бонапарт                                   | 1815        | После поражения Наполеона при Ватерлоо он был свергнут и отправлен в ссылку на остров Святой Елены. Империя восстановлена в 1852 году. |
|                                       | Варшавское герцогство                    | Фридрих Август I                                      | 1815        | Государство ликвидировано по итогам Венского конгресса. |
|                                       | Неаполитанское королевство               | Фердинанд VI                                          | 1816        | Государства объединены в Королевство Обеих Сицилий. |
|                                       | Королевство Сицилия                      | Фердинанд III                                         | 1816        | Государства объединены в Королевство Обеих Сицилий. |
|                                       | Острова Рефрешмент                       | Джонатан Ламберт (до 1812 года)                       | 1816        | Формальное провозглашение аннексии островов Великобританией. |
| 1820-е годы                           |                                          |                                                       |             | |
|                                       | Королевство Гаити                        | Анри I Кристоф                                        | 1820        | После самоубийства короля Анри I государство было присоединено к республике Гаити. |
|                                       | Маратхская империя                       | Шах II                                                | 1820        | Вошло в состав Британской Индии. |
|                                       | Сеннарский султанат                      | Бади VI                                               | 1821        | Государство завоёвано египетским хедивом Мухаммедом Али. |
|                                       | Мексиканская империя                     | Агустин I                                             | 1823        | Император отрёкся от престола. |
|                                       | Гурийское княжество                      | Давит I Гуриели                                       | 1829        | Государство присоединено к Российской империи. |
| 1830-е годы                           |                                          |                                                       |             | |
|                                       | Эмират Соран                             | Мухаммед Паша Мир Кор                                 | 1835        | Государство завоёвано Османской империей. |
| 1840-е годы                           |                                          |                                                       |             | |
|                                       | Илисуйский султанат                      | Даниял-бек                                            | 1844        | Государство присоединено к Российской империи. |
|                                       | Букеевская Орда                          | Жангир-Керей-хан                                      | 1845        | Упразднение ханства, создание временного совета. |
|                                       | Герцогство Лукка                         | Карл I                                                | 1847        | Вошло в состав Тосканы. |
|                                       | Королевство Франция                      | Луи-Филипп I                                          | 1848        | Февральская революция. |
|                                       | Сикхская империя                         | Дулип Сингх                                           | 1849        | Вторая англо-сикхская война. |
| 1850-е годы                           |                                          |                                                       |             | |
|                                       | Графство Гогенцоллерн-Зигмаринген        | Фридрих Вильгельм IV                                  | 1850        | Государства вошли в состав королевства Пруссия. |
|                                       | Графство Гогенцоллерн-Хехинген           | Фридрих Вильгельм IV                                  | 1850        | Государства вошли в состав королевства Пруссия. |
|                                       | Кыргызское ханство                       | Ормон-Хан                                             | 1854        | Хан был убит в ходе крупной межплеменной войны между племенами Сарыбагыш и Бугу. Смерть монарха привела к полному распаду государства. |
|                                       | Империя Великих Моголов                  | Бахадур Шах II                                        | 1857        | После восстания Сипаев падишах был свергнут и отправлен в ссылку. |
|                                       | Империя Гаити                            | Фостен I Сулук                                        | 1859        | Император отрёкся от престола. |
|                                       | Великое герцогство Тосканское            | Фердинанд IV                                          | 1859        | В результате революции государства объединились в Объединённые провинции Центральной Италии. |
|                                       | Моденское герцогство                     | Франческо V д’Эсте                                    | 1859        | В результате революции государства объединились в Объединённые провинции Центральной Италии. |
|                                       | Пармское герцогство                      | Роберт I                                              | 1859        | В результате революции государства объединились в Объединённые провинции Центральной Италии. |
|                                       | Молдавское княжество                     | Александр Иоанн I                                     | 1859        | Государства объединены в Соединённые княжества Молдавии и Валахии. |
|                                       | Княжество Валахия                        | Александр Иоанн I                                     | 1859        | Государства объединены в Соединённые княжества Молдавии и Валахии. |
|                                       | Северо-Кавказский имамат                 | Шамиль                                                | 1859        | Государство завоёвано Российской империей. |
|                                       | Княжество Сванетия                       | Тенгиз Дадешкелиани                                   | 1859        | Государство присоединено к Российской империи. |
| 1860-е годы                           |                                          |                                                       |             | |
|                                       | Казикумухское ханство                    | Аглар ибн Умар                                        | 1860        | Государство присоединено к Российской империи. |
|                                       | Королевство Обеих Сицилий                | Франциск II                                           | 1861        | Государство вошло в состав Королевства Италия. |
|                                       | Королевство Араукания и Патагония        | Аврелий Антоний I                                     | 1862        | Государство ликвидировано чилийскими и аргентинскими войсками. |
|                                       | Абхазское княжество                      | Михаил                                                | 1864        | Государства присоединены к Российской империи. |
|                                       | Кюринское ханство                        | Юсуф-бек                                              | 1864        | Государства присоединены к Российской империи. |
|                                       | Аварское ханство                         | Ибрагим-хан I                                         | 1864        | Государство завоёвано Российской империей. |
|                                       | Кёбёкский оток                           | Чычкан Тёсёгёшев                                      | 1865        | Государство вошло в состав Российской империи. |
|                                       | Ломбардо-Венецианское королевство        | Франц Иосиф I                                         | 1866        | Государство завоёвано Королевством Италия. |
|                                       | Королевство Ганновер                     | Георг V                                               | 1866        | Государства аннексировало Королевство Пруссия. |
|                                       | Курфюршество Гессен-Кассель              | Фридрих Вильгельм I                                   | 1866        | Государства аннексировало Королевство Пруссия. |
|                                       | Герцогство Нассау                        | Адольф                                                | 1866        | Государства аннексировало Королевство Пруссия. |
|                                       | Ландграфство Гессен-Гомбург              | Фердинанд                                             | 1866        | Государства аннексировало Королевство Пруссия. |
|                                       | Мексиканская империя                     | Максимилиан I                                         | 1867        | Император был захвачен и расстрелян. |
|                                       | Герцогство Лимбург                       | Виллем III                                            | 1867        | Государство вошло в состав Королевства Нидерланды согласно Лондонскому договору. |
|                                       | Мегрельское княжество                    | Николай I Дадиани                                     | 1867        | Государства вошли в состав Российской империи. |
|                                       | Шамхальство Тарковское                   | Шамсутдин-Хан Тарковский                              | 1867        | Государства вошли в состав Российской империи. |
|                                       | Мехтулинское ханство                     | Рашид-хан                                             | 1867        | Государства вошли в состав Российской империи. |
| 1870-е годы                           |                                          |                                                       |             | |
|                                       | Папская область                          | Пий IX                                                | 1870        | Государство завоёвано Королевством Италия. |
|                                       | Французская империя                      | Наполеон III                                          | 1870        | Сентябрьская революция. |
|                                       | Илийский султанат                        | Алахан Султан                                         | 1871        | Государство ликвидировано войсками Российской империи. |
|                                       | Королевство Испания                      | Амадей I                                              | 1873        | Король отрёкся от престола. Монархия восстановлена в 1874 году. |
|                                       | Кокандское ханство                       | Насир ад-дин-хан                                      | 1876        | Государство завоёвано Российской империей. |
|                                       | Йеттишар                                 | Магомет Якуб бек Бадаулет                             | 1877        | Государство завоёвано Империей Цин. |
|                                       | Зулусское королевство                    | Кечвайо                                               | 1879        | Англо-зулусская война. |
|                                       | Государство Рюкю                         | Сё Тай                                                | 1879        | Государство аннексировано Японской империей. |
| 1880-е годы                           |                                          |                                                       |             | |
|                                       | Королевство Таити                        | Помаре V                                              | 1880        | Король передал всю полноту королевской власти французской администрации. |
|                                       | Королевство Лоанго                       | Макосо Мансагу                                        | 1883        | Превращено в протекторат Франции. |
|                                       | Бирманская империя                       | Тибо Мин                                              | 1885        | Государство было завоёвано англичанами. |
|                                       | Бразильская империя                      | Педру II                                              | 1889        | Военный переворот. |
| 1890-е годы                           |                                          |                                                       |             | |
|                                       | Королевство Седанг                       | Марий I                                               | 1890        | Смерть короля. |
|                                       | Королевство Гавайи                       | Лилиуокалани                                          | 1893        | Государственный переворот. |
|                                       | Королевство Раротонга                    | Макеа Такау Арики                                     | 1893        | Государство аннексировано Британской империей. |
|                                       | Княжество Тринидад                       | Джеймс I                                              | 1895        | Власть на острове захватили англичане. |
|                                       | Королевство Имерина                      | Ранавалуна III                                        | 1896        | Государство объявлено французской колонией. |
|                                       | Бенинское царство                        | Идугбова                                              | 1897        | Государство было захвачено англичанами. |
| 1900-е годы                           |                                          |                                                       |             | |
|                                       | Королевство Дагомея                      | Аголи Агбо                                            | 1900        | Королевство завоёвано Францией. |
|                                       | Конфедерация Аро                         | Кану Окоро из Арочукву                                | 1902        | Государства завоёваны Великобританией. |
|                                       | Федерация Ашанти                         | Премпе I                                              | 1902        | Государства завоёваны Великобританией. |
|                                       | Султанат Ачех                            | Мухаммад III Дауд Шах                                 | 1903        | Султанат завоёван Нидерландами. |
|                                       | Султанат Гоша                            | Нассиб Бунда                                          | 1906        | Повстанческий султанат в долине Гоша, в южной части Сомали. После смерти Бунды в 1906 году царство в долине рухнуло. |
|                                       | Свободное государство Конго              | Леопольд II                                           | 1908        | Государство продано королём правительству Бельгии. |
| 1910-е годы                           |                                          |                                                       |             | |
|                                       | Королевство Португалия                   | Мануэл II                                             | 1910        | Португальская революция. |
|                                       | Корейская Империя                        | Сунджон                                               | 1910        | Договор о присоединении Кореи к Японии. |
|                                       | Великая Цинская Империя                  | Пу И                                                  | 1912        | Синьхайская революция. |
|                                       | Княжество Самос                          | Темистоклис Софулис                                   | 1912        | Акт об объединении княжества с Грецией. |
|                                       | Султанат Вадаи                           | Асил                                                  | 1912        | Государство аннексировано Францией. |
|                                       | Княжество Албания                        | Скандербег II                                         | 1914        | Де-юре княжество просуществовало до 1925 года. Монархия восстановлена в 1928 году (Албанское королевство). |
|                                       | Королевство Конго                        | Мануэль III                                           | 1914        | Государство ликвидировано португальскими войсками. |
|                                       | Султанат Сулу                            | Джамал ал-Кирам II                                    | 1915        | Султан «уступил» власть английской короне. |
|                                       | Царство Польское                         | Николай II                                            | 1915        | Оккупировано немецко-австрийскими войсками, на его месте создано Королевство Польское. |
|                                       | Китайская империя                        | Юань Шикай                                            | 1916        | Юань Шикай объявил о возвращении на должность президента. |
|                                       | Дарфурский султанат                      | Али Динар                                             | 1916        | Государство завоёвано Британией. |
|                                       | Российская империя                       | Николай II                                            | 1917        | Февральская революция и провозглашение России республикой 1 (14) сентября 1917 года. |
|                                       | Великое княжество Финляндское            | Николай II                                            | 1917        | Февральская революция и провозглашение России республикой 1 (14) сентября 1917 года. |
|                                       | Королевство Черногория                   | Никола І                                              | 1918        | Референдум о низложении короля и объединении с Сербией. |
|                                       | Германская империя                       | Вильгельм II                                          | 1918        | Ноябрьская революция привела к тому, что империя де-факто стала республикой. Де-юре Deutsches Reich просуществовал до 1945 года. |
|                                       | Королевство Пруссия                      | Вильгельм II                                          | 1918        | Ноябрьская революция привела к тому, что империя де-факто стала республикой. Де-юре Deutsches Reich просуществовал до 1945 года. |
|                                       | Королевство Бавария                      | Людвиг III                                            | 1918        | Ноябрьская революция привела к тому, что империя де-факто стала республикой. Де-юре Deutsches Reich просуществовал до 1945 года. |
|                                       | Королевство Вюртемберг                   | Вильгельм II                                          | 1918        | Ноябрьская революция привела к тому, что империя де-факто стала республикой. Де-юре Deutsches Reich просуществовал до 1945 года. |
|                                       | Королевство Саксония                     | Фридрих Август III                                    | 1918        | Ноябрьская революция привела к тому, что империя де-факто стала республикой. Де-юре Deutsches Reich просуществовал до 1945 года. |
|                                       | Великое Герцогство Гессен                | Эрнст Людвиг                                          | 1918        | Ноябрьская революция привела к тому, что империя де-факто стала республикой. Де-юре Deutsches Reich просуществовал до 1945 года. |
|                                       | Великое Герцогство Баден                 | Фридрих II                                            | 1918        | Ноябрьская революция привела к тому, что империя де-факто стала республикой. Де-юре Deutsches Reich просуществовал до 1945 года. |
|                                       | Великое Герцогство Саксен-Веймар-Эйзенах | Вильгельм Эрнест                                      | 1918        | Ноябрьская революция привела к тому, что империя де-факто стала республикой. Де-юре Deutsches Reich просуществовал до 1945 года. |
|                                       | Великое Герцогство Мекленбург-Шверин     | Фридрих Франц IV                                      | 1918        | Ноябрьская революция привела к тому, что империя де-факто стала республикой. Де-юре Deutsches Reich просуществовал до 1945 года. |
| Великое Герцогство Мекленбург-Стрелиц | Адольф Фридрих VI                        |                                                       | 1918        | Ноябрьская революция привела к тому, что империя де-факто стала республикой. Де-юре Deutsches Reich просуществовал до 1945 года. |
|                                       | Великое Герцогство Ольденбург            | Фридрих Август ІІ                                     | 1918        | Ноябрьская революция привела к тому, что империя де-факто стала республикой. Де-юре Deutsches Reich просуществовал до 1945 года. |
|                                       | Герцогство Брауншвейг                    | Эрнст Август III                                      | 1918        | Ноябрьская революция привела к тому, что империя де-факто стала республикой. Де-юре Deutsches Reich просуществовал до 1945 года. |
|                                       | Герцогство Ангальт                       | Иоахим Эрнст                                          | 1918        | Ноябрьская революция привела к тому, что империя де-факто стала республикой. Де-юре Deutsches Reich просуществовал до 1945 года. |
|                                       | Герцогство Саксен-Кобург-Гота            | Карл Эдуард I                                         | 1918        | Ноябрьская революция привела к тому, что империя де-факто стала республикой. Де-юре Deutsches Reich просуществовал до 1945 года. |
|                                       | Герцогство Саксен-Мейнинген              | Бернхард III                                          | 1918        | Ноябрьская революция привела к тому, что империя де-факто стала республикой. Де-юре Deutsches Reich просуществовал до 1945 года. |
|                                       | Герцогство Саксен-Альтенбург             | Эрнст II                                              | 1918        | Ноябрьская революция привела к тому, что империя де-факто стала республикой. Де-юре Deutsches Reich просуществовал до 1945 года. |
|                                       | Княжество Вальдек                        | Фридрих                                               | 1918        | Ноябрьская революция привела к тому, что империя де-факто стала республикой. Де-юре Deutsches Reich просуществовал до 1945 года. |
|                                       | Княжество Липпе                          | Леопольд IV                                           | 1918        | Ноябрьская революция привела к тому, что империя де-факто стала республикой. Де-юре Deutsches Reich просуществовал до 1945 года. |
|                                       | Княжество Шаумбург-Липпе                 | Адольф II                                             | 1918        | Ноябрьская революция привела к тому, что империя де-факто стала республикой. Де-юре Deutsches Reich просуществовал до 1945 года. |
|                                       | Княжество Шварцбург-Рудольштадт          | Гюнтер Виктор                                         | 1918        | Ноябрьская революция привела к тому, что империя де-факто стала республикой. Де-юре Deutsches Reich просуществовал до 1945 года. |
| Княжество Шварцбург-Зондерсхаузен     |                                          | Гюнтер Виктор                                         | 1918        | Ноябрьская революция привела к тому, что империя де-факто стала республикой. Де-юре Deutsches Reich просуществовал до 1945 года. |
|                                       | Княжество Рёйсс старшей линии            | Генрих XXIV                                           | 1918        | Ноябрьская революция привела к тому, что империя де-факто стала республикой. Де-юре Deutsches Reich просуществовал до 1945 года. |
|                                       | Княжество Рёйсс младшей линии            | Генрих XXVII                                          | 1918        | Ноябрьская революция привела к тому, что империя де-факто стала республикой. Де-юре Deutsches Reich просуществовал до 1945 года. |
|                                       | Австро-Венгрия                           | Карл I                                                | 1918        | Распад. |
|                                       | Королевство Богемия                      | Карл I                                                | 1918        | Распад. |
|                                       | Королевство Венгрия                      | Карл I                                                | 1918        | Распад Австро-Венгерской империи; восстановлено в 1920, хотя трон оставался вакантным с регентом. |
|                                       | Королевство Галиции и Лодомерии          | Карл I                                                | 1918        | Распад Австро-Венгерской империи. |
|                                       | Королевство Далмация                     | Карл I                                                | 1918        | Распад Австро-Венгерской империи. |
|                                       | Королевство Хорватия и Славония          | Карл I                                                | 1918        | Распад Австро-Венгерской империи. |
|                                       | Эрцгерцогство Австрия                    | Карл I                                                | 1918        | Распад Австро-Венгерской империи. |
|                                       | Герцогство Буковина                      | Карл I                                                | 1918        | Распад Австро-Венгерской империи. |
|                                       | Герцогство Верхняя и Нижняя Силезия      | Карл I                                                | 1918        | Распад Австро-Венгерской империи. |
|                                       | Герцогство Каринтия                      | Карл I                                                | 1918        | Распад Австро-Венгерской империи. |
|                                       | Герцогство Крайна                        | Карл I                                                | 1918        | Распад Австро-Венгерской империи. |
|                                       | Герцогство Зальцбург                     | Карл I                                                | 1918        | Распад Австро-Венгерской империи. |
|                                       | Герцогство Штирия                        | Карл I                                                | 1918        | Распад Австро-Венгерской империи. |
|                                       | Маркграфство Моравия                     | Карл I                                                | 1918        | Распад Австро-Венгерской империи. |
|                                       | Графство Тироль                          | Карл I                                                | 1918        | Распад Австро-Венгерской империи. |
|                                       | Австрийское Приморье                     | Карл I                                                | 1918        | Распад Австро-Венгерской империи. |
|                                       | Кондоминиум в Боснии и Герцеговине.      | Карл I                                                | 1918        | Распад Австро-Венгерской империи. |
|                                       | Герцогство Курляндия и Семигалия         | Вильгельм II (избранный герцог)                       | 1918        | Вошло в состав Балтийского герцогства. |
|                                       | Королевство Финляндия                    | Фредерик Каарле (избранный король)                    | 1918        | Не были осуществлены. |
|                                       | Королевство Литва                        | Миндовг II (избранный король)                         | 1918        | Не были осуществлены. |
|                                       | Балтийское герцогство                    | Адольф Фридрих (избранный герцог)                     | 1918        | Не были осуществлены. |
|                                       | Королевство Польша                       | Нет (управлялось Регентским советом)                  | 1918        | Не были осуществлены. |
| 1920-е годы                           |                                          |                                                       |             | |
|                                       | Бухарский эмират                         | Сейид Алим-хан                                        | 1920        | 2 сентября 1920 года РККА заняла Бухару, а 8 октября была провозглашена Бухарская Народная Советская Республика, которая в 1924 году по национальному признаку была разделена между Узбекской ССР, Туркменской ССР и Таджикской АССР.                  |
|                                       | Хивинское ханство                        | Саид Абдулла-хан                                      | 1920        | В результате коммунистического восстания и поддержки восстания Красной Армией, Хивинское ханство было захвачено, 2 февраля хан отрёкся от престола, а 26 апреля 1920 года была провозглашена Хорезмская Народная Советская Республика в составе РСФСР. |
|                                       | Северо-Кавказский эмират                 | Узун-Хаджи                                            | 1920        | Ликвидирован советскими войсками. |
|                                       | Арабское Королевство Сирия               | Фейсал I                                              | 1920        | Ликвидировано французскими войсками. |
|                                       | Государство дервишей                     | Саид Мохаммед Абдилле Хасан                           | 1920        | Государство завоёвано Британской империей. |
|                                       | Эмират Джебель-Шаммар                    | Мухаммад ибн Талал ибн Митаб ар-Рашид                 | 1921        | Государство было завоёвано Недждом. |
|                                       | Османская империя                        | Мехмед VI                                             | 1922        | 1 ноября 1922 года Великое национальное собрание Турции приняло закон о разделении султаната и халифата, при этом султанат упразднялся. |
|                                       | Халифат                                  | Абдул-Меджид II                                       | 1924        | 1 ноября 1922 года Великое национальное собрание Турции приняло закон о разделении султаната и халифата, при этом султанат упразднялся. |
|                                       | Королевство Греция                       | Георг II                                              | 1924        | Восстановлено в 1935 и позже упразднено в 1974 (см. ниже). |
|                                       | Монголия                                 | Богдо-гэгэн VIII                                      | 1924        | Китайская оккупация. |
|                                       | Королевство Курдистан                    | Махмуд Барзанджи                                      | 1924        | Государство ликвидировано британскими войсками. |
|                                       | Королевство Хиджаз                       | Али бен Хусейн                                        | 1925        | Государство было завоёвано Недждом. |
|                                       | Султанат Хобьо                           | Юсуф Али Кенадид                                      | 1925        | Государство завоёвано Королевством Италия. |
|                                       | Султанат Маджиртин                       | Херси Бокор                                           | 1927        | Государство завоёвано Королевством Италия. |
|                                       | Филиппинская империя                     | Флоренсио I (самопровозгашенный император)            | 1927        | Не была осуществлена, восстание не удалось. |
| 1930-е годы                           |                                          |                                                       |             | |
|                                       | Королевство Испания                      | Альфонс XIII                                          | 1931        | Результаты муниципальных выборов и массовые демонстрации, в результате которых король покинул страну и была провозглашена Вторая Испанская Республика. Восстановлено де-юре в 1947 и де-факто в 1975.                                                  |
|                                       | Королевство Таволара                     | Марианджела                                           | 1934        | После смерти правительницы Италия распространила свою юрисдикцию на территорию королевства, однако аннексия произведена не была. |
|                                       | Эмират Асир                              | Хасан ибн Али                                         | 1934        | Государство аннексировано Недждом и Хиджазом. |
|                                       | Ланна                                    | Чаккхам Кхачонсак                                     | 1939        | Государство аннексировано Таиландом. |
|                                       | Албанское королевство                    | Зогу I Скандербег III                                 | 1939        | Государство завоёвано Королевством Италия. |
| 1940-е годы                           |                                          |                                                       |             | |
|                                       | Независимое Государство Хорватия         | Томислав II                                           | 1943        | Король отрёкся после прекращения итальянской поддержки. |
|                                       | Албанское королевство                    | Виктор Эманюэль                                       | 1943        | После свержения Муссолини перешла под немецкий протекторат. |
|                                       | Королевство Исландия                     | Кристиан X                                            | 1944        | Отменена уния с Данией. |
|                                       | Королевство Черногория                   | Нет (все претенденты на престол отказались от титула) | 1944        | Черногория освобождена от оккупантов Народно-освободительной армией Югославии. |
|                                       | Независимое Государство Албания          | Нет (Регентский совет)                                | 1944        | Албания освобождена от оккупантов Национально-освободительным фронтом Албании и Красной армией. |
|                                       | Королевство Югославия                    | Пётр II                                               | 1945        | 29 ноября 1945 Югославия была провозглашена Социалистической Федеративной Республикой. |
|                                       | Маньчжоу-го                              | Пу И                                                  | 1945        | 19 августа 1945 года император Пу И был захвачен и низложен. |
|                                       | Вьетнамская Империя                      | Бао Дай                                               | 1945        | Августовская революция. |
|                                       | Королевство Венгрия                      | Нет (Миклош Хорти в качестве регента)                 | 1946        | Решение парламента без референдума. |
|                                       | Королевство Италия                       | Умберто II                                            | 1946        | Конституционный референдум в Италии. |
|                                       | Царство Болгария                         | Симеон II                                             | 1946        | Референдум; официальный результат: 95 % против монархии. |
|                                       | Королевство Саравак                      | Чарльз Вайнер Брук                                    | 1946        | Белые раджи передали власть британской короне. |
|                                       | Королевство Румыния                      | Михай I                                               | 1947        | Король смещён коммунистами. |
|                                       | Индийская империя                        | Георг VI                                              | 1947        | Раздел Британской Индии. |
|                                       | Калат (ханство)                          | Мир Ахмад Яр-хан                                      | 1947        | Хан подписал договор о вхождении ханства в состав Пакистана. 16 мая 1948 года принц Абдул Карим-хан попытался поднять восстание и создать независимый Белуджистан, но восстание было подавлено.                                                        |
|                                       | Княжество Джамму и Кашмир                | Хари Сингх                                            | 1947        | Княжество ликвидировано в ходе Кашмирского конфликта. |
|                                       | Княжество Майсур                         | Джаячаиараджа Водеяр Бахадут                          | 1947        | Княжества вошли в состав независимой Индии. |
|                                       | Княжество Тонк                           | Мухаммад Фарух Али Хан                                | 1947        | Княжества вошли в состав независимой Индии. |
|                                       | Княжество Хайдарабад                     | Асаф Джах VII                                         | 1948        | Княжества вошли в состав независимой Индии. |
|                                       | Княжество Пудуккоттаи                    | Раджагопала Тондаиман                                 | 1948        | Княжества вошли в состав независимой Индии. |
|                                       | Княжество Куч-Бихар                      | Джагаддитенара Нараян                                 | 1948        | Княжества вошли в состав независимой Индии. |
|                                       | Княжество Гвалиор                        | Дживаджирао Шинде                                     | 1949        | Княжества вошли в состав независимой Индии. |
|                                       | Княжество Барода                         | Пратап Сингх Гаеквад                                  | 1949        | Княжества вошли в состав независимой Индии. |
|                                       | Ньюфаундленд                             | Георг VI                                              | 1949        | В 1948 году был проведён референдум по вопросу о будущем доминиона, на котором незначительным большинством (52 %) победили сторонники присоединения к Канадской федерации.                                                                             |
|                                       | Ирландское Свободное государство         | Георг VI                                              | 1949        | Упразднён последний «Король Ирландии». |
| 1950-е годы                           |                                          |                                                       |             | |
|                                       | Индийский Союз                           | Георг VI                                              | 1950        | Отказ от статуса королевства Британского содружества. |
|                                       | Кальба                                   | Хамад II аль-Касими                                   | 1951        | Присоединение к эмирату Шарджа. |
|                                       | Тибет                                    | Далай-лама XIV                                        | 1951        | Соглашение по мирному освобождению Тибета. |
|                                       | Королевство Египет                       | Фуад II                                               | 1953        | Июльская революция. |
|                                       | Пакистан                                 | Елизавета II                                          | 1956        | Отказ от статуса королевства Британского содружества. |
|                                       | Королевство Тунис                        | Мухаммад VIII аль-Амин                                | 1957        | Переворот. |
|                                       | Имамат Оман                              | Али ибн Галиб                                         | 1957        | Завоёван Маскатом. |
|                                       | Королевство Ирак                         | Фейсал II                                             | 1958        | Революция 14 июля. |
| 1960-е годы                           |                                          |                                                       |             | |
|                                       | Гана                                     | Елизавета II                                          | 1960        | Отказ от статуса королевства Британского содружества. |
|                                       | Южно-Африканский Союз                    | Елизавета II                                          | 1961        | Отказ от статуса королевства Британского содружества. |
|                                       | Королевство Руанда                       | Кигели V                                              | 1961        | Переворот. |
|                                       | Южное Касаи                              | Альбер I Калонджи                                     | 1961        | Государство ликвидировано войсками центрального конголезского правительства. |
|                                       | Танганьика                               | Елизавета II                                          | 1962        | Отказ от статуса королевства Британского содружества. |
|                                       | Йеменское Мутаваккилийское Королевство   | Мухаммед аль-Бадр                                     | 1962        | Военный переворот. |
|                                       | Нигерия                                  | Елизавета II                                          | 1963        | Отказ от статуса королевства Британского содружества. |
|                                       | Уганда                                   | Елизавета II                                          | 1963        | Отказ от статуса королевства Британского содружества. |
|                                       | Кения                                    | Елизавета II                                          | 1964        | Отказ от статуса королевства Британского содружества. |
|                                       | Султанат Занзибар                        | Сеид-Джамшид-ибн-Абдулла                              | 1964        | Занзибарская революция |
|                                       | Буганда                                  | Мутеса II                                             | 1966        | Переворот. |
|                                       | Королевство Бурунди                      | Нтаре V                                               | 1966        | Переворот. |
|                                       | Малави                                   | Елизавета II                                          | 1966        | Отказ от статуса королевства Британского содружества. |
|                                       | Эмират Бейхан                            | Салих аль-Абили                                       | 1967        | Провозглашение Народной Республики Южного Йемена. |
|                                       | Султанат Вахиди                          | Али III аль-Вахиди                                    | 1967        | Провозглашение Народной Республики Южного Йемена. |
|                                       | Султанат Верхняя Яфа                     | Мухаммад II аль-Хархара                               | 1967        | Провозглашение Народной Республики Южного Йемена. |
|                                       | Эмират Дали                              | Шафаул III аль-Амири                                  | 1967        | Провозглашение Народной Республики Южного Йемена. |
|                                       | Султанат Лахедж                          | Фадл VI Абд-Али                                       | 1967        | Провозглашение Народной Республики Южного Йемена. |
|                                       | Султанат Махра                           | Абдаллах IV Афрар аль-Махри                           | 1967        | Провозглашение Народной Республики Южного Йемена. |
|                                       | Султанат Нижний Аулаки                   | Насир III аль-Аулаки                                  | 1967        | Провозглашение Народной Республики Южного Йемена. |
|                                       | Султанат Нижняя Яфа                      | Махмуд аль-Афифи                                      | 1967        | Провозглашение Народной Республики Южного Йемена. |
|                                       | Султанат Фадли                           | Насир аль-Фадли                                       | 1967        | Провозглашение Народной Республики Южного Йемена. |
|                                       | Мальдивский Султанат                     | Мухаммед Фарид Диди                                   | 1968        | Референдум. |
|                                       | Королевство Ливия                        | Идрис I                                               | 1969        | Революция аль-Фатех. |
| 1970-е годы                           |                                          |                                                       |             | |
|                                       | Королевство Камбоджа                     | Нородом Сианук                                        | 1970        | Гражданская война, приход к власти красных кхмеров. Восстановлено в 1993. |
|                                       | Гамбия                                   | Елизавета II                                          | 1970        | Отказ от статуса королевства Британского содружества. |
|                                       | Гайана                                   | Елизавета II                                          | 1970        | Отказ от статуса королевства Британского содружества. |
|                                       | Сьерра-Леоне                             | Елизавета II                                          | 1971        | Отказ от статуса королевства Британского содружества. |
|                                       | Цейлон                                   | Елизавета II                                          | 1972        | Отказ от статуса королевства Британского содружества, название государства изменено на «Шри-Ланка». |
|                                       | Королевство Афганистан                   | Захир-Шах                                             | 1973        | Государственный переворот. |
|                                       | Эфиопская Империя                        | Хайле Селассие I                                      | 1974        | Государственный переворот. |
|                                       | Королевство Греция                       | Константин II                                         | 1974        | Референдум; официальный результат: 69 % против монархии. |
|                                       | Мальта                                   | Елизавета II                                          | 1974        | Отказ от статуса королевства Британского содружества. |
|                                       | Королевство Лаос                         | Саванг Ватхана                                        | 1975        | Государственный переворот. |
|                                       | Сикким                                   | Палден Тондуп Намгьял                                 | 1975        | Референдум; официальный результат: 97 % за присоединение к Индии в качестве штата. |
|                                       | Тринидад и Тобаго                        | Елизавета II                                          | 1976        | Отказ от статуса королевства Британского содружества. |
|                                       | Шаханшахское Государство Иран            | Мохаммед Реза Пехлеви                                 | 1979        | Исламская революция. |
|                                       | Центральноафриканская империя            | Бокасса I                                             | 1979        | Переворот. |
| 1980-е годы                           |                                          |                                                       |             | |
|                                       | Фиджи                                    | Елизавета II                                          | 1987        | Отказ от статуса королевства Британского содружества (государственный переворот). |
| 1990-е годы                           |                                          |                                                       |             | |
|                                       | Маврикий                                 | Елизавета II                                          | 1992        | Отказ от статуса королевства Британского содружества. |
| 2000-е годы                           |                                          |                                                       |             | |
|                                       | Исламский Эмират Афганистан              | Мухаммед Омар                                         | 2001        | Режим талибов пал под натиском международной коалиции, провозглашена республика. Восстановлен в 2021 году, после вывода американских войск из Афганистана.                                                                                             |
|                                       | Королевство Непал                        | Гьянендра                                             | 2008        | Монархия упразднена 28 мая 2008 года и заменена секулярной федеративной республикой. |
| 2020-е годы                           |                                          |                                                       |             | |
|                                       | Барбадос                                 | Елизавета II                                          | 2021        | Отказ от статуса королевства Британского содружества. |

## Современные движения за восстановление и создание монархических государств

### В России
Организации и партии, выступающие за возрождение монархии в России: Монархическая партия РФ, «Всероссийский монархический центр», «Российское монархическое общественное движение», «Российский Имперский Союз-Орден», «Память», «Союз русского народа», «РНЕ», «Чёрная сотня», «Ячейки национал-синдикалистского наступления». Популяризация монархических идей содержится в «Проекте Россия», «Русской доктрине» и в программе общественного движения «Народный собор».
Сегодня среди монархистов в России нет единого мнения относительно того, кто имеет права на российский престол и c помощью каких юридических процедур возможно возвращение к монархии. Тем не менее, созданная уральским политиком и предпринимателем Антоном Баковым и зарегистрированная в 2012 году Монархическая партия РФ к концу года была официально допущена к выборам Минюстом РФ и в сентябре 2013 приняла участие в выборах органов городской власти Екатеринбурга. В феврале 2013 года она провела в Париже I Конгресс русских монархических сил, заявив консолидацию монархистов одним из направлений своей работы. Летом 2013 года партия, опираясь на Основные государственные законы Российской империи, объявила наследником престола немецкого принца Карла-Эмиха Лейнингенского в связи с его переходом в православие — при крещении ему было дано православное имя Николай Кириллович Романов. Лидер партии Антон Баков регулярно посещает его и проводит консультации.
В православной иконографии Богородицы существует чтимая РПЦ чудотворная Державная икона Божией Матери, история обретения и символизм которой связаны с русской монархией и которая признаётся главной святыней русских монархистов. Икона была обретена в день отречения Николая II от престола. Толкователи указывают на то, что на иконе «царица небесная изображена как царица земная» — держит в руках скипетр и державу — что трактуется как принятие ей у Николая II царской власти. Из этого делается вывод, что с тех пор никакая власть в России истинно легитимной не является (в том числе на базе предположений о фальсификации референдума по Конституции РФ), следовательно, законы Российской империи можно считать продолжающими действовать. В частности, Всероссийский монархический центр считает, что «Российская Империя не была упразднена в установленном порядке (на Учредительном собрании). В соответствии с нормами международного права она считается государством, утратившим юридическую дееспособность. Действие её нормативно-правовых актов временно приостановлено, но может быть возобновлено в любой момент». Однако, 5 (18) января 1918 года Учредительное собрание провозгласило Российскую Демократическую Федеративную Республику, но Постановление о государственном устройстве России лишено легитимности ввиду отсутствия кворума (партии большевиков), отчего нельзя считать правомерным признание России в качестве Российской Демократической Федеративной Республики.
В российском монархическом движении можно условно выделить кириллистов, соборников, легитимистов-центристов. Основное различие между ними заключается как в отношении к проблеме престолонаследия, так и в преемственности национального права. «Кириллисты» признают права на престол за потомками Великого Князя Кирилла Владимировича — двоюродного брата Николая II. В настоящее время это Великая Княгиня Мария Владимировна и её сын Георгий Михайлович. Права этой ветви дома Романовых на российский Престол «кириллисты» обосновывают законом Российской империи о престолонаследии и Соборной клятвой 1613 года. В противовес им, «соборники» указывают, что за прошедшее с 1917 года время обстоятельства поменялись настолько кардинально, что сейчас уже нельзя руководствоваться данными законами. Основываясь на том, что в 1905 году Николай II намеревался лишить Кирилла Владимировича всех прав члена Императорской фамилии (включая права на наследование Престола), а также на поведение Кирилла Владимировича во время Февральской Революции, когда он демонстративно прикрепил красную ленточку, «соборники» не признают за его потомками прав на престол и полагают необходимым созыв Всероссийского Земского Собора, который определит новую династию.
В сентябре 2006 года Всероссийский центр изучения общественного мнения (ВЦИОМ) провёл опрос на указанную тему. Вопрос о восстановлении монархии посчитали актуальным 10 % опрошенных. Примерно столько же (9 %) посчитали монархию оптимальной для России формой правления. В случае всенародного голосования по данному вопросу, 10 % опрошенных отдали бы свои голоса в пользу монархии, 44 % проголосовали бы против, 33 % проигнорировали бы референдум. При этом, в случае, если на трон будет претендовать «достойный кандидат», в пользу монархии высказываются до 19 % опрошенных, ещё 3 % — сторонники монархии, уже определившиеся с личностью монарха. В целом, монархические настроения сильнее среди лиц с высшим и незаконченным высшим образованием, чем среди лиц со средним и незаконченным средним; сильнее у москвичей и петербуржцев, чем у жителей других городов. В опросе ВЦИОМ в марте 2013 года определённо в пользу монархии высказались 11 % респондентов, не имеют ничего против монархии 28 %. Схожие цифры были получены и в опросе в 2017 году.
В 2009 году один из ведущих американских центров изучения общественного мнения Pew Research Center провёл социологическое исследование, приуроченное к 20-летию падения Берлинской стены. Как сообщается, до 47 % опрошенных россиян согласились с тезисом, что «для России естественно быть империей».

### В Европе
Почти во всех европейских республиках, когда-либо бывших монархиями, существуют и имеют некоторое влияние монархические партии. В то же время в европейских монархиях есть сильные республиканские тенденции.
- В Беларуси политические организации, имеющие цель свергнуть или изменить существующий конституционный строй (в том числе монархические), официально запрещены.
- В Болгарии 24 июля 2001 года 62-м премьер-министром стал низвергнутый в 1946 году царь Симеон II. Во время парламентских выборов его партия Национальное движение «Симеон Второй» набрала 42,74 % голосов, заняв таким образом 120 из 240 мест в парламенте. Правительство продержалось полный срок — 4 года. 17 августа 2005 года срок премьерских полномочий Симеона II истёк, а на последовавших выборах партия Симеона II набрала 21,83 % голосов.
- В Великобритании ряд социалистических организаций предлагают упразднить должности короля/королевы и Принца Уэльского и ввести должность президента, переименовать Соединённое Королевство Великобритании и Северной Ирландии в «Британскую Федерацию». Однако подобные идеи не пользуются поддержкой среди подавляющего большинства жителей Великобритании[39].
- В Грузии монархические традиции восходят к периоду эллинизма. Династия Багратионов оставила в народном сознании доброе наследие, которое длится в Грузии даже в современную эпоху. Качества и символы, связанные с монархией Багратиони, сыграли решающую роль в становлении грузинской нации и последующее строительство национальной истории. Монархизм в Грузии имеет глубокие корни. 8 февраля 2009 года в столице Грузии Тбилиси, в соборе Св. Троицы состоялось венчание представителей двух ветвей царского рода Багратиони — Давида Багратиони-Мухранского и Анны Багратиони-Грузинской (Картли-Кахетинской)[40]. Прежний президент Грузии Михаил Саакашвили нередко заявлял о своей принадлежности к роду Багратиони по женской линии.
- В Испании также существуют партии, которые предлагают вынести на референдум вопрос о восстановлении республики.
- По мнению ряда аналитиков, предпосылки к переходу к конституционной монархии и практические шаги в этом направлении наблюдаются в Литве[41].
- В Швеции сильны республиканские настроения как в левых, так и в центристских кругах.
- В Черногории 12 июля 2011 года Скупщиной был принят закон «О статусе потомков династии Петровичей-Негошей»[42], признавший официальный статус потомков Черногорского королевского дома и предоставивший Николе Петровичу-Негошу, старшему наследнику династии мужского пола, статус «Представителя потомков династии».

В государствах, которые с момента образования до настоящего времени были республиками (Швейцария, Словакия, Сан-Марино), вопрос о введении монархической формы правления не ставится.

### В Азии
- Монархисты сильны в исламских странах.
- В Китае, Вьетнаме, Лаосе и КНДР монархические взгляды диссидентов связаны с антикоммунизмом.
- 24 сентября 1993 года, через 14 лет после свержения маоистов, в Камбодже была восстановлена монархия — королём стал Нородом Сианук.
- В 2001 году в Афганистане в ходе операции «Несокрушимая свобода» силами международной коалиции был ликвидирован талибский исламский эмират и восстановлена республиканская форма правления.
- 28 мая 2008 года решением Учредительного Собрания Непала король Гьянендра был низложен, а Непал стал Федеративной Демократической Республикой.
- В Таиланде в ответ на попытку ограничить монархию начались промонархические выступления по всей стране. Впоследствии началась гражданская война (см. Политический кризис в Таиланде (2008))
- В Йемене:
  -  Исламистами в захваченных во время продолжающихся социальных волнений провинциях было провозглашено два независимых исламских эмирата: 31 марта 2011 года — Абьян; начало марта 2012 года — Шабва[43]. В ходе наступления правительственной армии в 2012 2012 Abyan offensive[англ.] исламистские мятежи в Шабве и Абьяне подавлены.

### В Америке
- Разработан проект новой, республиканской конституции Гренады[44].[значимость факта?]

### В Океании
- Разработан проект новой, республиканской конституции Соломоновых Островов[45].[значимость факта?]